# Matthias Samuil
Matthias Samuil (* 1979 in Berlin) ist ein deutscher Pianist, Liedbegleiter und Hochschulpädagoge.

## Ausbildung
Matthias Samuil erhielt seinen ersten Klavierunterricht im Alter von 6 Jahren und besuchte das Berliner Musikgymnasium Carl Philipp Emanuel Bach für musikalische Hochbegabungen.
Nach dem Abitur studierte er zunächst Philosophie und Musikwissenschaft an der Humboldt-Universität zu Berlin. Anschließend absolvierte er sein Studium als Konzertpianist bei Annerose Schmidt und Hella Walter an der Hochschule für Musik Hanns Eisler Berlin und besuchte Meisterkurse von Murray Perahia, Leon Fleisher, Brigitte Engerer und Graham Johnson.
Darüber hinaus widmete sich Matthias Samuil intensiv der Liedbegleitung, Kammermusik und Opernkorrepetition, studierte diesbezüglich bei Wolfram Rieger, Walter Olbertz und Semion Skigin und erhielt wertvolle Anregungen in der Arbeit mit Dietrich Fischer-Dieskau, Krassimira Stoyanova, Deborah Polaski und Johan Botha. Als Solist und Klavierbegleiter wurde er mehrfach mit Preisen nationaler und internationaler Wettbewerbe ausgezeichnet, zudem war er Stipendiat des Vereins Bildung & Begabung, des Richard-Wagner-Verbandes sowie des von Yehudi Menuhin gegründeten Vereins Live Music Now.

## Karriere
Matthias Samuil gehört zu den gefragten Klavierpartnern der jüngeren Generation und konzertiert regelmäßig an der Seite bedeutender Sänger wie Olga Peretyatko, Pavol Breslik, Michaela Kaune, Mandy Fredrich, Marina Prudenskaya, Dmitry Korchak, Nadja Michael, Anna Samuil, Lena Belkina, Dimitry Ivashchenko, Elena Maximova, Alfredo Daza, Julia Novikova, Roman Trekel, Evelin Novak, Patrick Vogel, Slávka Zámečníková oder Joseph Dennis.
Seine intensive Konzerttätigkeit führte ihn in die Berliner Philharmonie, den Palau de les Arts Reina Sofía Valencia, die Staatsoper Unter den Linden und die Deutsche Oper Berlin, das Muziekgebouw Amsterdam, die Tonhalle Zürich, die Philharmonie Essen und das Theater am Goetheplatz Bremen, das Internationale Haus der Musik Moskau, das Centro Cultural de Belém Lissabon sowie nach Dresden, Köln, Hamburg, München, Wien, Paris, Prag, Sankt Petersburg, Basel, Lausanne, Krakau und weitere Städte in Deutschland, Frankreich, Italien, Russland, Polen, Kroatien, Lettland, Aserbaidschan, der Schweiz und den USA.
Zudem gastierte Matthias Samuil bei den Festivals in Aix-en-Provence und Sion, beim Jerusalem International Chamber Music Festival, Gabala International Music Festival und Riga Jūrmala Music Festival, bei den Festspielen in Baden-Baden, Dresden und Mecklenburg-Vorpommern sowie dem Kammermusikfestival intonations in Berlin.
Im Jahr 2014 gab er ein Galakonzert bei den Olympischen Winterspielen in Sotschi (Russland) und debütierte als Solist mit Mozarts Klavierkonzert A-Dur KV 414 im Großen Saal des Konzerthauses Berlin.
Sein künstlerisches Schaffen ist durch Rundfunk- und Fernsehaufnahmen sowie CD-Einspielungen dokumentiert.
Bereits während seiner ersten Studienjahre unterrichtete Matthias Samuil an der Universität Potsdam und ist seit 2006 Dozent für Liedgestaltung und Opernkorrepetition an der Hochschule für Musik Hanns Eisler seiner Heimatstadt Berlin.

## Persönliches
Matthias Samuil ist mit der russischen Opernsängerin Anna Samuil verheiratet. Sie leben mit ihrem gemeinsamen Sohn in Berlin.

## Diskografie
- Angel and Demon (CD) · Lieder und Duette von Rimski-Korsakow · Anna Samuil (Sopran), Alfredo Daza (Bariton) und Matthias Samuil (Klavier) · (Michael Storrs Music)